# Rhynchocyon stuhlmanni
Rhynchocyon stuhlmanni – gatunek ssaka z rodziny ryjkonosowatych w rzędzie ryjkonosowych, do 2017 uznawany za podgatunek sorkonosa plamistego. Żyje w lasach dorzecza Konga w Demokratycznej Republice Konga i Ugandzie, być może też w Republice Środkowoafrykańskiej. Wymaga bogatej ściółki, wśród której wyszukuje bezkręgowców, głównie stawonogów, którymi się żywi. Odróżnia się od innych sorkonosów białym ogonem. Prawdopodobnie monogamiczny.

## Budowa
Heritage podaje następujące wymiary zwierzęcia: długość głowy i tułowia od 24,2 do 30,3 cm, długość ogona od 22 do 26,5 cm, długość ucha między 2,9 a 3,4 cm, długość tylnej stopy od 8,1 do 9,1 cm. Masa ciała pozostaje wedle tego autora nieznana. Jednak większość sorkonosów waży między 300 a 700 g. Rathbun podaje 490 g.
Ubarwieniem Rhynchocyon stuhlmanni przypomina sorkonosa plamistego, za podgatunek którego niegdyś go uważano. Uwagę zwracają zwłaszcza kraciaste grzbiet i zad (nie stwierdza się typowej dla sorkonosa złotozadego złotej plany). Cechą wyróżniającą R. stuhlmanni jest natomiast biały ogon, biały od nasady aż do końca. Ponadto badacze zauważyli płynną zmienność ubarwienia gatunku zależnie od regionu. Zwierzęta z Ugandy są szarobrązowe, te ze wschodu Demokratycznej Republiki Konga są ciemne, czarnobrązowe, natomiast te z zachodu tego kraju są żółtobrązowe.
Występuje wyrostek zaoczodołowy. Badania Kaufmana et al. z 2013 wskazują, że ryjkonosowe jako grupa ogólnie mają mózg większy niż inne ssaki podobnej wielkości i podobnej diety. U osobnika ważącego 490 g mózg ważył 6,1 g.
Długi i giętki pysk jest podobnie opisywany u innych sorkonosów. Kości nosowe Rhynchocyon stuhlmanni są krótkie, krótsze niż u sorkonosa plamistego, poszerzają się za kością szczękową na mniej niż 13% długości podstawno-kłykciowej. Otworów podniebiennych nie stwierdza się. Wzór zębowy nie różni się od podawanego dla innych przedstawicieli tego samego rodzaju:
| Wzór zębowy | Wzór zębowy | I   | C | P | M |
| ----------- | ----------- | --- | - | - | - |
| 34-36       | =           | 0-1 | 1 | 4 | 2 |
| 34-36       | =           | 3   | 1 | 4 | 2 |

Zwracają uwagę duże górne kły. Z kolei jedyny górny siekacz jest zredukowany bądź też w ogóle nie występuje.
Samica ma na tułowiu sutki. Para przednia nie występuje, podobnie jak u sorkonosa plamistego czy złotozadego, dostępne są para środkowa i tylna. Nie występują gruczoły piersiowe, natomiast dobrze rozwinięte są gruczoły odbytowe (analne).
Ogon, proksymalnie gruby i ścieńczający się ku końcowi, osiąga 90% długości głowy i tułowia.
Długie kończyny kończą się czterema palcami. Liczba ta wynika z zaniku zarówno kciuka, jak i palucha. Podobny stan obserwuje się i u innych sorkonosów. Również u tego gatunku ostatni, piąty palec dłoni uległ redukcji, budują go zaledwie dwa paliczki. Kończyny tylne sorkonosów są solidnie zbudowane.
Kariotyp nie został poznany.

## Systematyka
Rhynchocyon stuhlmanni w literaturze naukowej pojawił się po raz pierwszy w 1893, w tekście autorstwa Matschiego. Autor ten wyróżnił go jako osobny gatunek. Jako miejsce typowe wskazano Andunde (Bundundi), rzekę Semliki na zachód od Ruwenzori w ówczesnym Kongu Belgijskim. Obecnie miejsce to rekonstruuje się jako rzekę Semliki w Kiwu Północnym w Demokratycznej Republice Konga. Współrzędne podaje się jako mniej więcej 0°40′N 29°40′E/0,666667 29,666667. Jednakże późniejsi autorzy uznali takson za jeden z podgatunków Rhynchocyon cirnei, sorkonosa plamistego, obejmującego później w sumie 6 podgatunków, jako Rhynchocyon cirnei stuhlmanni. W 1968 pojawił się pomysł autorstwa Corbeta i Hanksa, by ponownie podnieść ten podgatunek do rangi osobnego gatunku, jednak nie spotkał się on z powszechną akceptacją.
Sytuacja zmieniła się w 2017, kiedy Elizabeth J. Carlen, Galen B. Rathbun, E. Olson, Christopher A. Sabuni, William T. Stanley i John P. Dumbacher opublikowali pracę, w której podnieśli go do rangi osobnego gatunku. Badacze przeanalizowali DNA sorkonosów, zarówno mtDNA, jak i jądrowe. Otrzymano w efekcie następujący kladogram:
|  | Rhynchocyon petersi      |
|  |                          |
|  | Rhynchocyon udzungwensis |
|  |                          |

|  | Rhynchocyon cirnei reihardi                                                                                             |
|  | |
|  | \| \| Rhynchocyon cirnei macrurus \| \| \| \| \| \| Rhynchocyon cirnei cirnei, Rhynchocyon cirnei shirensis \| \| \| \| |
|  | |
|  | Rhynchocyon cirnei macrurus                                                                                             |
|  | |
|  | Rhynchocyon cirnei cirnei, Rhynchocyon cirnei shirensis                                                                 |
|  | |

|  | Rhynchocyon cirnei macrurus                             |
|  |                                                         |
|  | Rhynchocyon cirnei cirnei, Rhynchocyon cirnei shirensis |
|  |                                                         |

|  | Rhynchocyon cirnei reihardi                                                                                             |
|  | |
|  | \| \| Rhynchocyon cirnei macrurus \| \| \| \| \| \| Rhynchocyon cirnei cirnei, Rhynchocyon cirnei shirensis \| \| \| \| |
|  | |
|  | Rhynchocyon cirnei macrurus                                                                                             |
|  | |
|  | Rhynchocyon cirnei cirnei, Rhynchocyon cirnei shirensis                                                                 |
|  | |

|  | Rhynchocyon cirnei macrurus                             |
|  |                                                         |
|  | Rhynchocyon cirnei cirnei, Rhynchocyon cirnei shirensis |
|  |                                                         |

|  | Rhynchocyon petersi      |
|  |                          |
|  | Rhynchocyon udzungwensis |
|  |                          |

|  | Rhynchocyon cirnei reihardi                                                                                             |
|  | |
|  | \| \| Rhynchocyon cirnei macrurus \| \| \| \| \| \| Rhynchocyon cirnei cirnei, Rhynchocyon cirnei shirensis \| \| \| \| |
|  | |
|  | Rhynchocyon cirnei macrurus                                                                                             |
|  | |
|  | Rhynchocyon cirnei cirnei, Rhynchocyon cirnei shirensis                                                                 |
|  | |

|  | Rhynchocyon cirnei macrurus                             |
|  |                                                         |
|  | Rhynchocyon cirnei cirnei, Rhynchocyon cirnei shirensis |
|  |                                                         |

|  | Rhynchocyon cirnei reihardi                                                                                             |
|  | |
|  | \| \| Rhynchocyon cirnei macrurus \| \| \| \| \| \| Rhynchocyon cirnei cirnei, Rhynchocyon cirnei shirensis \| \| \| \| |
|  | |
|  | Rhynchocyon cirnei macrurus                                                                                             |
|  | |
|  | Rhynchocyon cirnei cirnei, Rhynchocyon cirnei shirensis                                                                 |
|  | |

|  | Rhynchocyon cirnei macrurus                             |
|  |                                                         |
|  | Rhynchocyon cirnei cirnei, Rhynchocyon cirnei shirensis |
|  |                                                         |

Rodzaj sorkonos należy do podrodziny Rhynchocyoninae w rodzinie ryjkonosowatych. Niegdyś zaliczana do pełniącego w systematyce ssaków rolę kosza na śmieci rzędu owadożernych, zalicza się ona obecnie do odrębnego rzędu ryjkonosowych.
Podgatunków nie wyróżnia się.
Gatunek nie ma polskiej nazwy. Nie uwzględnia go Polskie nazewnictwo ssaków świata PAN, wydane w 2015, jeszcze przed jego wyodrębnieniem jako osobnego gatunku.

### Etymologia
Nazwa rodzajowa pochodzi z greki i oznacza „pysk psa” (gr. ῥύγχος rhunkhos „pysk”; κυων kuōn, κυνος kunos „pies”). Epitet gatunkowy jest eponimem honorującym prof. dr Franza Stuhlmanna (1863–1928), niemieckiego przyrodnika, kolekcjonera z Afryki Wschodniej w latach 1886–1900.

## Tryb życia
Zwierzę zachowuje aktywność w dzień. Żyje na dnie lasu, w ściółce którego sporządza sobie gniazdo. Nie ma badań dotyczących tego gatunku, ale uważa się, że na podobieństwo innych sorkonosów samiec i samica zajmują wspólnie dane terytorium, żyjąc oddzielnie i kontaktując się jedynie w kontekście rozrodu.

## Cykl życiowy
Rozród Rhynchocyon stuhlmanni nie został zbadany, ale podejrzewa się, że przebiega on podobnie jak u innych sorkonosów, tworzących monogamiczne pary na wspólnie zajmowanych terytoriach. Rozród przebiega pewnie przez cały rok, po kopulacji samica zachodzi w ciążę i rodzi 1–2 młode. Sorkonosy nie opiekują się troskliwie swym potomstwem, raczej pozostawiają je w gnieździe, karmiąc co pewien czas.

## Rozmieszczenie geograficzne
Jak inne sorkonosy, Rhynchocyon stuhlmanni żyje w Afryce. Spotyka się go w Demokratycznej Republice Konga i Ugandzie. Możliwe, acz niepotwierdzone jest jego występowanie także w Republice Środkowoafrykańskiej, w okolicy Bangui. Zasięg ten nie pokrywa się z zasięgiem żadnego innego sorkonosa.

## Ekologia
Zwierzę zamieszkuje lasy cechujące się gęstą ściółką i gęstymi koronami drzew, porastające tereny leżące w dorzeczu Konga.
Rhynchocyon stuhlmanni żywi się stawonogami i innymi bezkręgowcami. Sorkonosy poszukują swego pokarmu w ściółce, którą sondują długim nosem.
Ryjkonosowe ewoluowały prawdopodobnie w środowisku pozbawionym istotnej konkurencji. Wykształciły zespół specyficznych adaptacji, obejmujący myrmekofagię, specyficzny chód, brak gniazd. Łączą dzięki temu cechy spotykane u giętkojęzykowych i antylop.